# Lonicera
Lonicera L., 1753 è un genere di piante spermatofite dicotiledoni appartenenti alla famiglia delle Caprifoliacee, originario dell'America, dell'Eurasia e del Nord Africa.
Le piante di questo genere sono comunemente note come caprifogli. Vi appartengono, tra gli altri il caprifoglio alpino (Lonicera alpigena), il caprifoglio comune (Lonicera caprifolium), il caprifoglio mediterraneo (Lonicera implexa) e il caprifoglio peloso (Lonicera xylosteum).

## Etimologia
Il nome del genere (Lonicera) fu coniato da Linneo nel 1753 adattando al latino il cognome "Lonitzer", volendo ricordare il botanico Adam Lonitzer (1528-1586).
Il nome comune (caprifoglio) deriva dal latino ed è composto da due termini: “capra” e “folium” (capra e foglia). Probabilmente questa dizione deriva dal fatto che le capre usano brucare le foglie di alcune specie di questo genere.

Degli altri nomi assegnati a questo genere si può citare Dioscoride che insieme ai greci chiamava queste piante "periclymenon", che tradotto liberamente significa “accerchiamento” (termine che deriva dal verbo “perikleio”, “io mi intreccio”). Ma un'altra etimologia fa derivare questo nome dal “polimorfo” personaggio di Periclimeno, figlio di Neleo, descritto da Omero nell'Odissea.
“Madreselva”, altro nome per queste piante, si trova per la prima volta nell'opera dedicata ai medicamenti del medico romano Scribonio Largo

Gli altri nomi (Vincibosco – Ligabosco) sono di derivazione rinascimentale toscana.

## Descrizione
Il portamento sotto il quale si presentano le varie specie del genere è assai diverso: può comprendere piante legnose e arbusti a portamento cespuglioso, sarmentoso, cespitoso (e quindi anche eretto), ma anche rampicante o lianoso (e quindi volubile); possono essere coltivate anche in diversi esemplari ibridi, sempreverdi o caducifoglia.
Delle specie spontanee italiane ad esempio metà sono volubili e lianose, l'altra metà invece hanno un abito eretto-arbustivo.

Le piante di questo genere sono molto longeve, ma presentano dei cicli vegetativi intermedi caratterizzati dal fatto che dopo pochi anni di vita si essiccano quasi completamente. A questo punto dalla ceppaia vengono emessi nuovi polloni, che naturalmente dopo un certo numero di anni si atrofizzano e muoiono, ripetendo da capo il ciclo appena descritto.

### Fusto
L'altezza del fusto è molto variabile: da 20 cm fino a 7 m e in genere è molto ramoso.  Questa ramosità quasi cespitosa è data dalla presenza di gemme multiple, soprannumerali e in serie sovrapposte nelle zone ascellari del fusto.
Un'altra particolarità del fusto è che questo è caratterizzato dalla formazione di un unico strato di fibre “liberiane” (fibre a membrana ispessita che entrano nella costituzione del “libro”, all'interno della corteccia), per ciascun ciclo vegetativo annuale, facilitando così la determinazione della sua età.

### Foglie
Le foglie possono essere persistenti, semi-persistenti o caduche; la lamina quasi sempre è semplice di forma più o meno ovata; la disposizione delle foglie lungo il fusto è opposta a 2 a 2; possono essere picciolate (specialmente nei rami sterili – senza fiori) o sessili. Spesso sono connate ossia sono appaiate e saldate alla base tra di loro e formano quindi un'unica foglia amplessicaule attraversata nel centro dal fusto (lamina perfogliata). Le pagine fogliari possono essere glabre o vellutate. In alcuni casi sono presenti delle stipole. Le dimensioni delle foglie va 1 cm a 10 cm.

### Infiorescenza
L'infiorescenza può essere ascellare o terminale. I fiori sono variamente disposti ma sempre in numero relativamente piccolo per ogni infiorescenza. A volte possono essere brevemente pedicellati su 2 brattee e 4 bratteole. Altre volte si hanno capolini sessili o infiorescenze cimose (corte o allungate). 

### Fiori
I fiori sono zigomorfi, ermafroditi,  tetraciclici (calice– corolla – androceo – gineceo) e pentameri; sono inoltre profumati da sostanze di natura benzoloide (essenze nelle quali prevalgono i composti ad anello benzoico). Questa profumazione si rileva anche spezzando i fusti della pianta.
- Calice: il calice, gamosepalo con 5 sepali saldati, normalmente è breve con 5 piccoli denti.
- Corolla: la corolla, gamopetala a 5 petali più o meno saldati fra di loro,  è monosimmetrica (o zigomorfa) a due labbra terminali; quello posteriore è formato da quattro petali concresciuti; entrambe le labbra sono riflesse (ripiegate all'indietro). La parte iniziale della corolla può essere tubolare, campanulata o a imbuto. Il tubo può essere breve o lungo o sottile ma anche gibboso.
- Androceo: gli stami sono 5 con i filamenti staminali inseriti nel tubo corollino; spesso sporgono per un buon tratto dalla fauce della corolla.
- Gineceo: l'ovario è infero con 2-3 o 5 loculi. Si riscontrano anche casi di fusione di ovarii fra due fiori.
- Impollinazione: sono piante a fecondazione entomogama (insetti e farfalle). I fiori delle varie specie attraggono soprattutto le sfingidi e grossi imenotteri come i Bombi che con la loro lunga proboscide riescono a raccogliere il nettare contenuto, fino a metà altezza, nel lungo tubo corollino.

### Frutti
Il frutto è una bacca succosa di colore rosso - violaceo o nero spesso tossica per la presenza di xilosteina, xylostosidina (glycoside iridoide e alkaloide thio C18H25NO8S) hederagenina . Contiene da pochi a numerosi semi discoidi.

## Distribuzione e habitat
Queste piante allo stato libero crescono su un vastissimo territorio che comprende l'America, l'Eurasia e il Nord Africa, con particolare rilevanza per le regioni montuose dell'Asia centrale e orientale. Possiamo infatti considerare l'Himalaya, a una altitudine compresa tra i 3000 e 4000 m s.l.m., l'area di origine del genere Lonicera. comprese comunque anche le zone montuose della Cina occidentale.

## Tassonomia
Il genere Lonicera comprende oltre 150 specie provenienti dall'Asia, America settentrionale e Europa, di queste una decina appartengono alla flora spontanea italiana, mentre in Cina si trovano la maggioranza di specie note (circa 100).
Nelle classificazioni più vecchie la famiglia di questo genere è anche chiamata Loniceraceae Vest. È da aggiungere inoltre che prima di Linneo questo genere era chiamato Caprifolium ma anche Peryclimenon, nomenclature talora usate anche in tempi moderni. Altri generi non più in uso, le cui specie sono passate al Lonicera, sono: Xylosteum, Nintooa e Chamaecerasus.
Il genere è riccamente polimorfo per cui viene suddiviso in più sezioni (o sottogeneri):
- Periclymenum o Caprifolium : comprende le specie rampicanti di tipo lianoso con foglie superiori connate ossia formanti un disco o un collare attraversato dal fusto. Le specie spontanee italiane che appartengono a questa sezione sono: L. implexa, L. caprifolium, L. etrusca e L. periclymenum.
- Chamaecerasus o Xylosteum : sono specie cespuglianti (a portamento arbustivo o cespuglioso); i rami sono glabri o pubescenti se giovani; i fiori sono peduncolati originati da un'ascella fogliare; la corolla può essere bilabiata o penta-labiata; i frutti sono coerenti fra di loro (non sono separati singolarmente). Nella nostra flora spontanea abbiamo: L. nigra, L. alpigena, L. xylosteum e L. coerulea.
- Nintooa o Nontova : sono le specie rampicanti e sempreverdi con rami cavi e fiori ascellari e appaiati. Di questa sezione fa parte solo L. biflora (oltre naturalmente tutte le altre specie nel resto del mondo).

## Specie spontanee della flora italiana
Per meglio comprendere e individuare le varie specie del genere (solamente per le specie spontanee della nostra flora) l'elenco che segue utilizza in parte il sistema delle chiavi analitiche.
- Gruppo 1A : piante a portamento cespuglioso con fusti eretti; i fiori sono appaiati e hanno il peduncolo in comune;

- Gruppo 2A : l'apice delle foglie è generalmente acuto; le bacche sono rosse o nere;

Lonicera xylosteum L. - Caprifoglio peloso, Ciliegia della volpe, Sanguini, Pomola del diavolo, Gisilostio: consiste in un cespuglio non molto alto (15 dm massimo) dalla corteccia grigio-bluastra; le foglie non sono molto grandi: 5 – 6 cm; la corolla, bilabiata, è bianca alla fioritura e successivamente giallastra o rosata; il frutto è formato da due bacche subsferiche acquose saldate solo alla base. È comune in tutta l'Italia fino a 1600 m s.l.m..

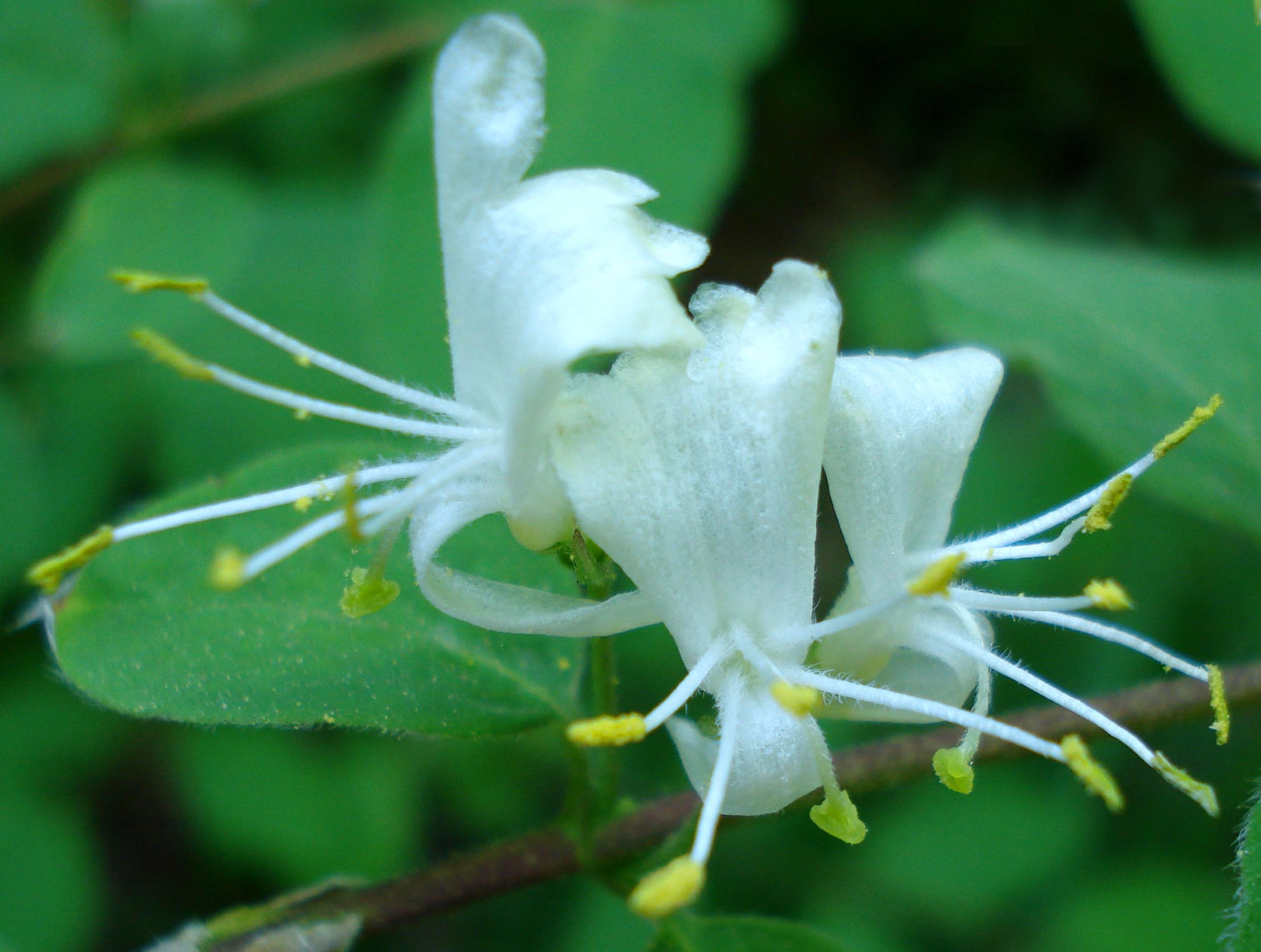
Lonicera xylosteum
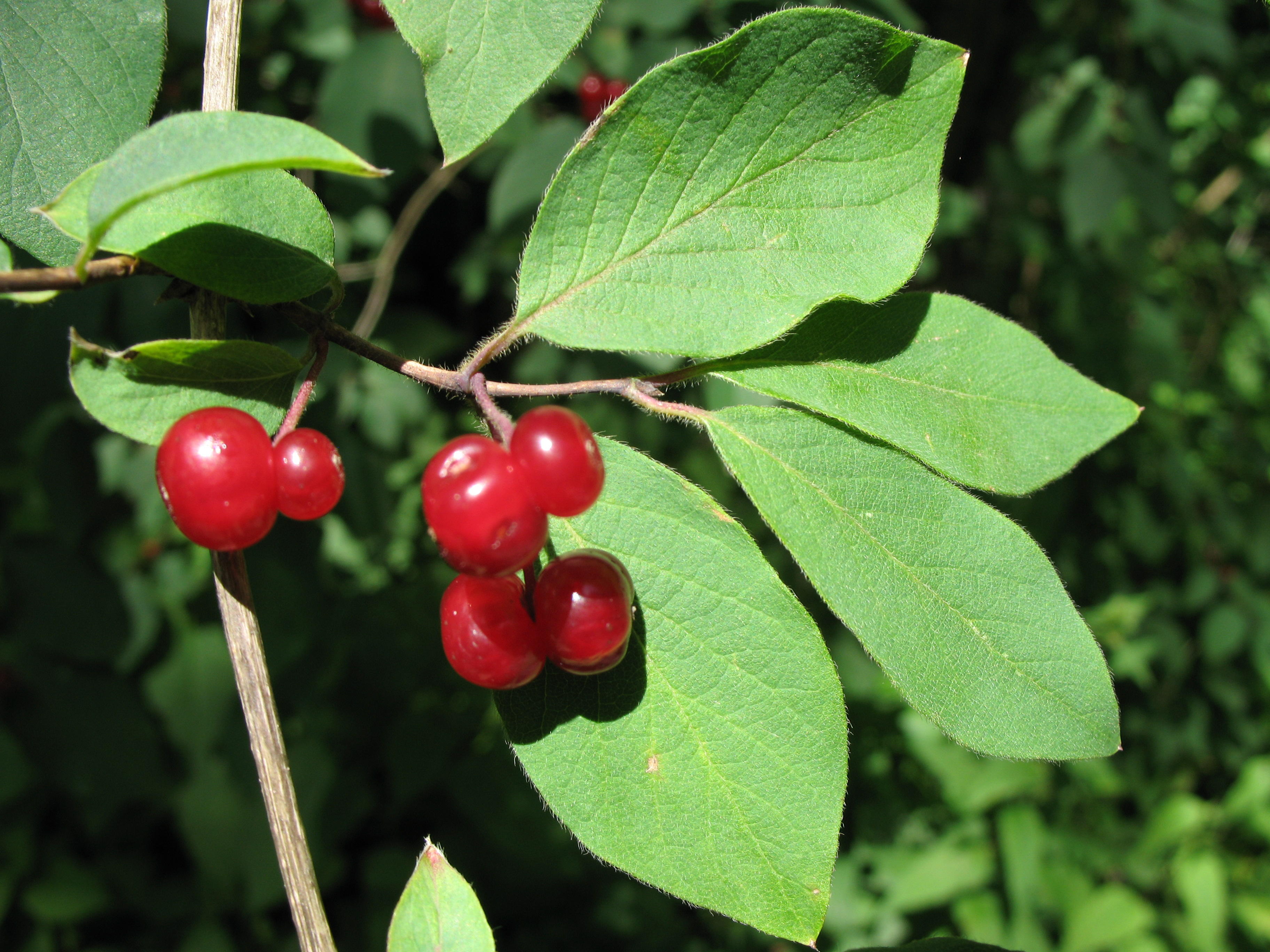
Lonicera xylosteum - Frutti

Lonicera alpigena L. - Caprifoglio alpino, Madreselva alpina, Ciliegia bastarda, Ciliegia selvatica, Ciliegia di monte, Camecèraso: è un alto cespuglio (3 metri) con corteccia chiara; le foglie sono lunghe da 10 a 14 cm; i fiori sono appaiati su un unico peduncolo e hanno la corolla colore rosso – bruno; il frutto è rosso formato da due bacche concresciute per tutta la loro lunghezza. Si trova facilmente sia nelle Alpi che negli Appennini dai 800 ai 2100  m s.l.m..

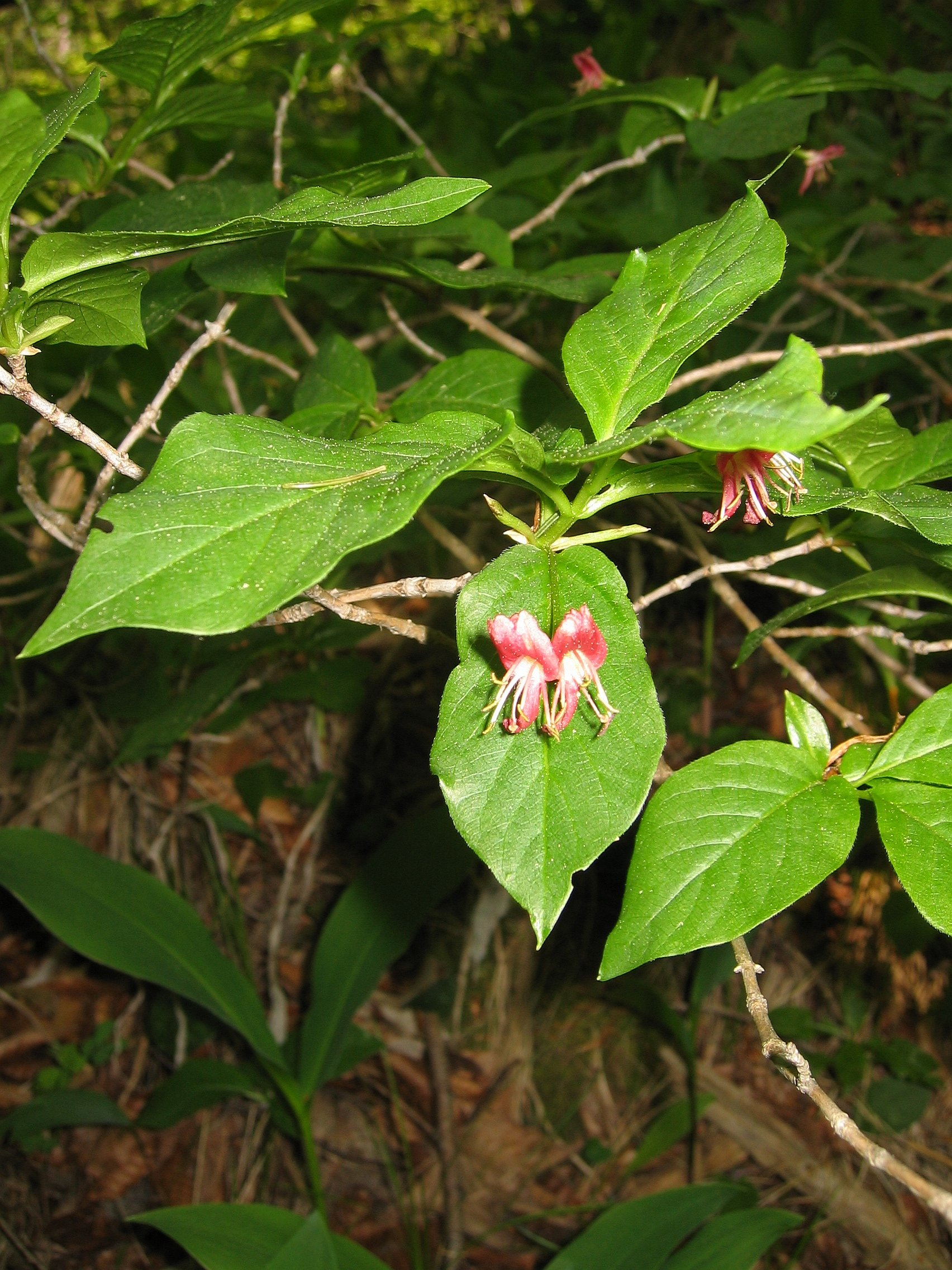
Lonicera alpigena
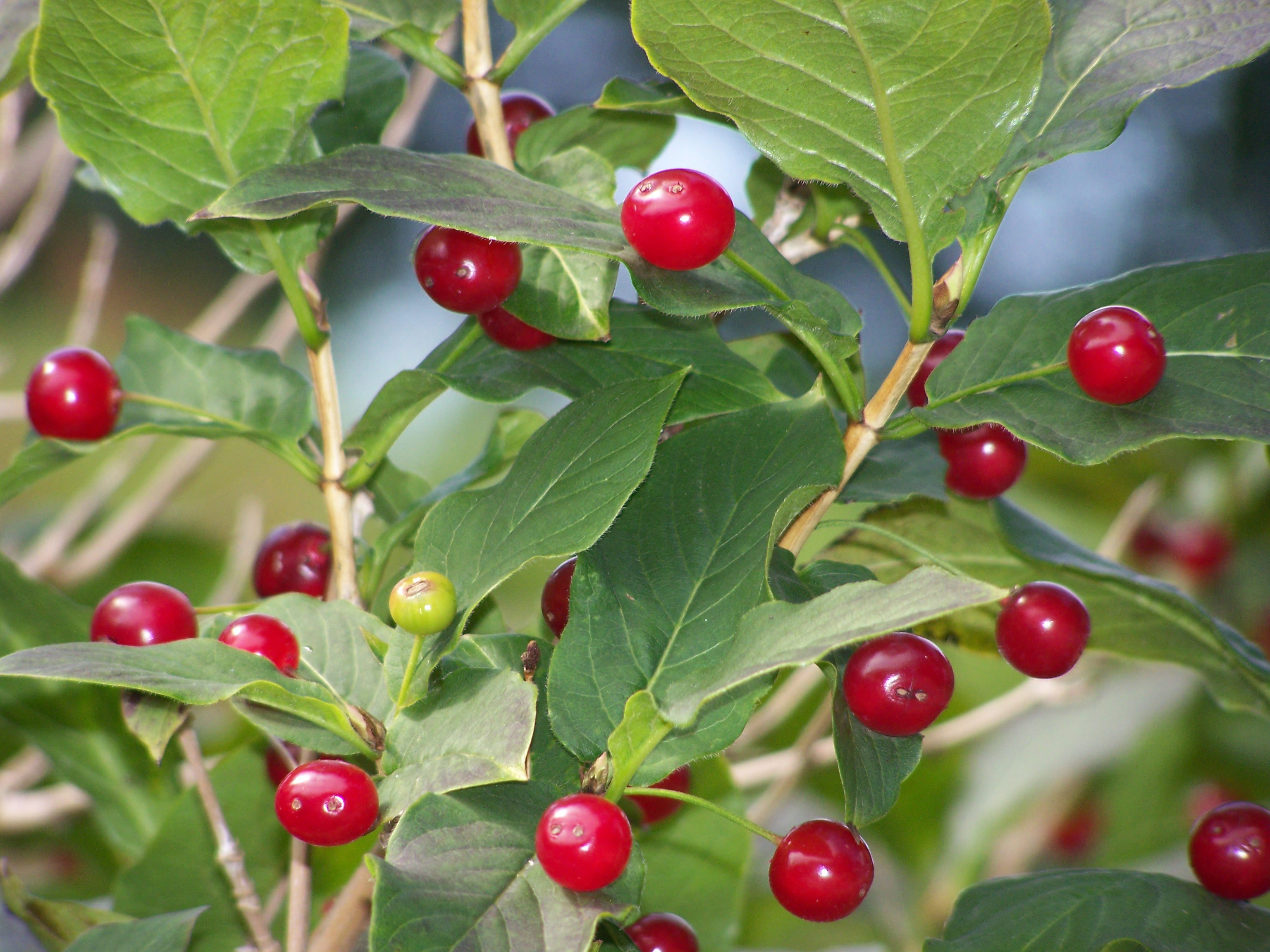
Lonicera alpigena – Frutti

- Gruppo 2B : le foglie sono arrotondate (in qualche caso sono ottuse all'apice); le bacche sono sempre di colore scuro;

Lonicera nigra L. - Caprifoglio nero: è un basso cespuglio (15 dm) con fusto e rami color bruno; la lamina delle foglie è ellittico-acuminata; la corolla è rosea e bilabiata; il frutto è formato da due bacche rotonde saldate solo alla base. Si trova solo al nord ed è rara; è meno rara nella parte orientale a quote tra gli 800 e 1800 m s.l.m..
Lonicera caerulea L. - Caprifoglio turchino: è una pianta formata da cespugli bassi e legnosi con corteccia rossastra; le foglie sono ellittico-lanceolate; la corolla è attinomorfa e di colore giallastro (un po' bianco e un po' verde); le bacche sono completamente concresciute in unico frutto di forma ellissoide. Si trova a quote alte (1200 – 2000 m s.l.m.) solo nelle Alpi ma è rara.

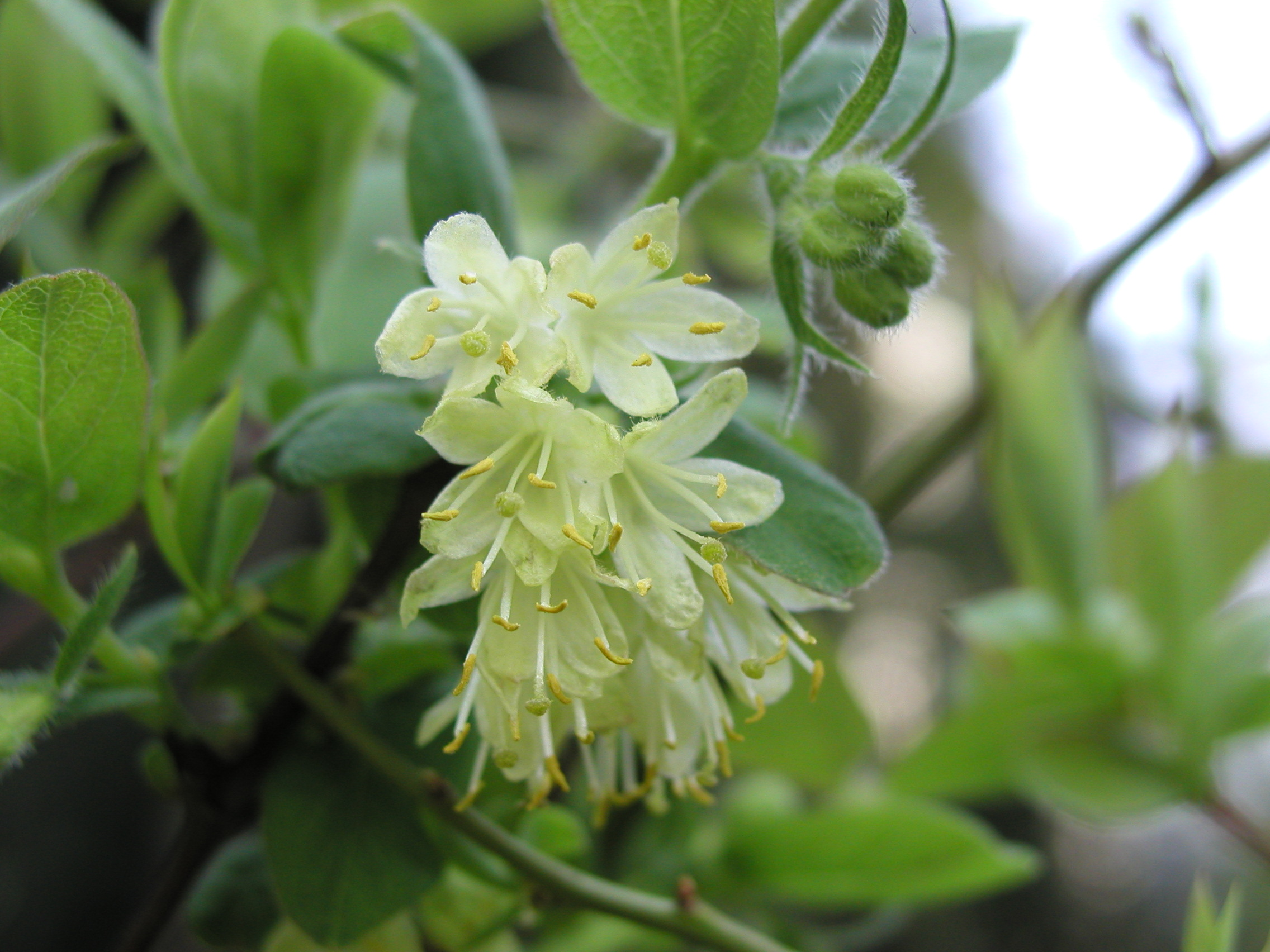
Lonicera caerulea
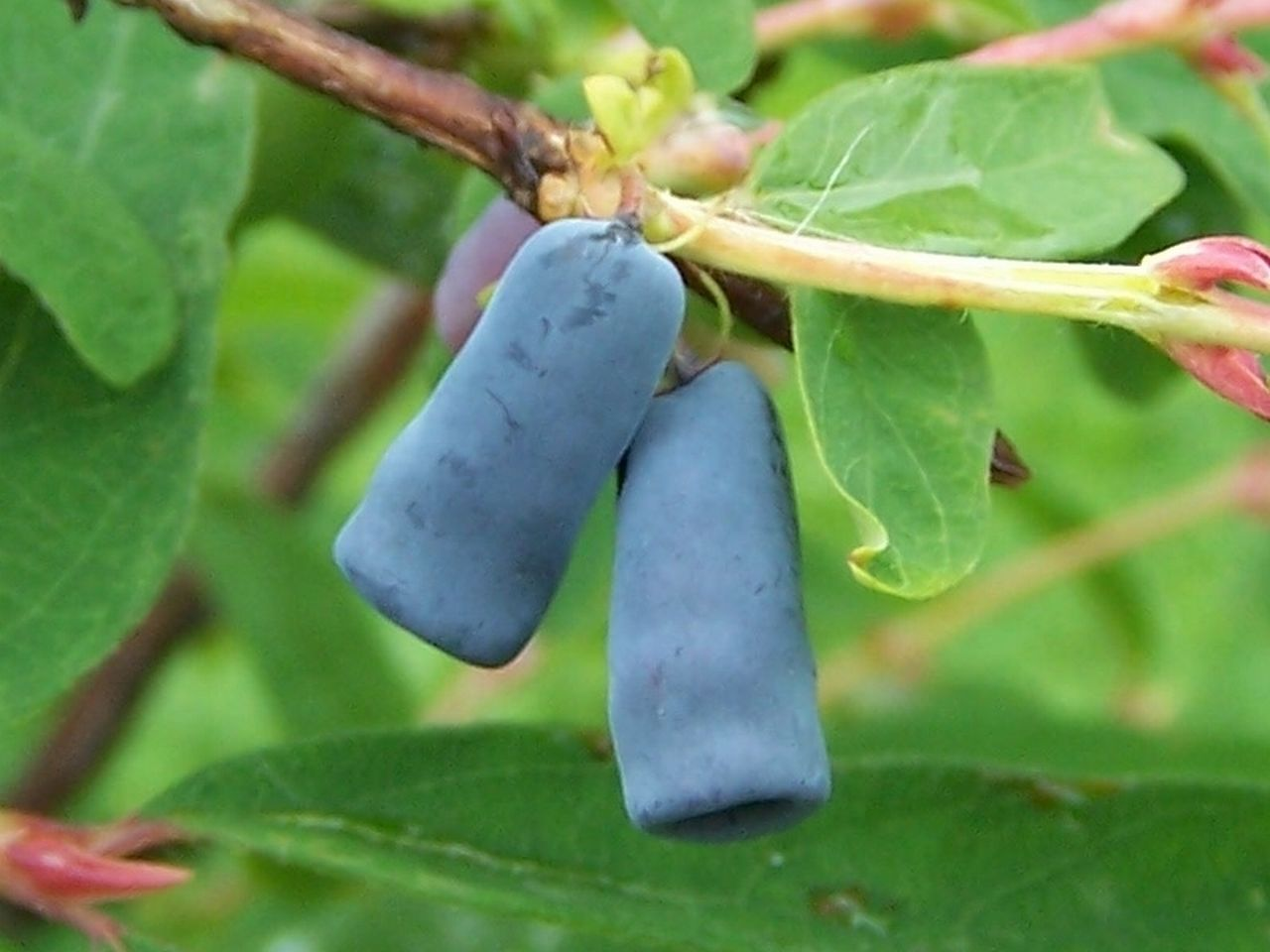
Lonicera caerulea - Frutti

- Gruppo 1B : piante a portamento più o meno lianoso; infiorescenza con 2 o più fiori;

- Gruppo 3A : l'infiorescenza è composta da 3 o più fiori in brevi cime; le bacche del frutto sono separate; le piante sono spontanee e probabilmente indigene dell'Italia;

- Gruppo 4A : le foglie superiori sono saldate a 2 a 2 fra di loro formando una sola lamina attraversata al centro dal fusto;

- Gruppo 5A : l'infiorescenza è inserita in modo sessile sopra l'ultimo paio di foglie (brattee); i fiori comunque sono privi di brattee basali;

Lonicera implexa Aiton – Caprifoglio mediterraneo: è una pianta sempreverde di media altezza (18 dm); la corolla è bianco-rosea con labbra di circa 10 mm; lo stilo è breve e peloso. Si trova al centro e al sud fino a 800 m s.l.m..

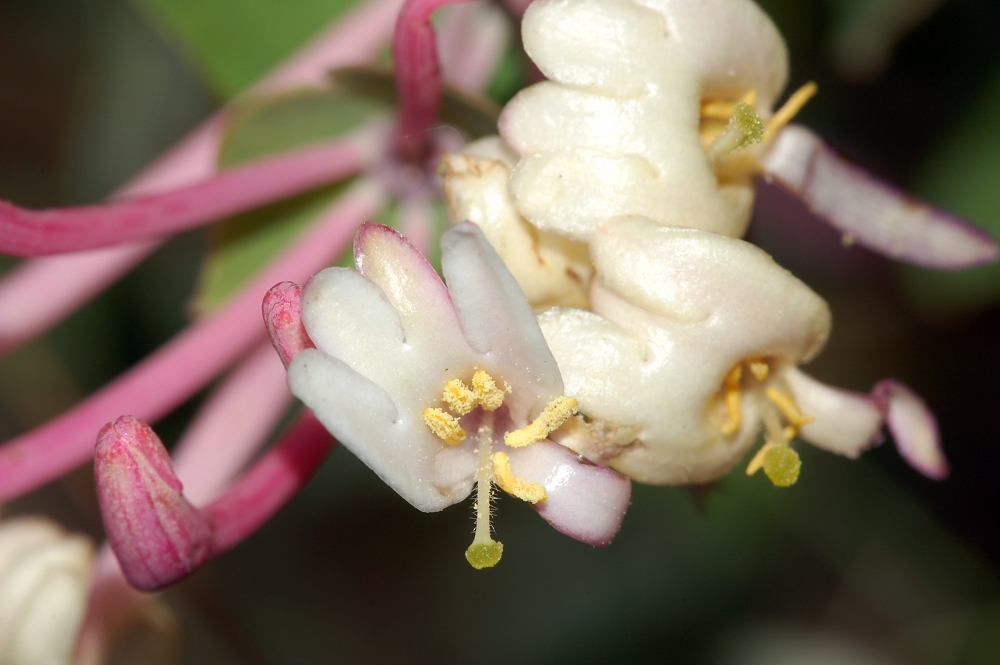
Lonicera implexa

Lonicera caprifolium L. - Caprifoglio comune, Abbracciabosco, Legabosco, Uva di San Giovanni, Manicciola: in Italia è la specie più comune del genere; può arrivare oltre i 6 metri di sviluppo a portamento lianoso; la corolla è bianca – rossa e le labbra sono lunghe quasi 2 cm; lo stilo sporge insieme agli stami ed è glabro.

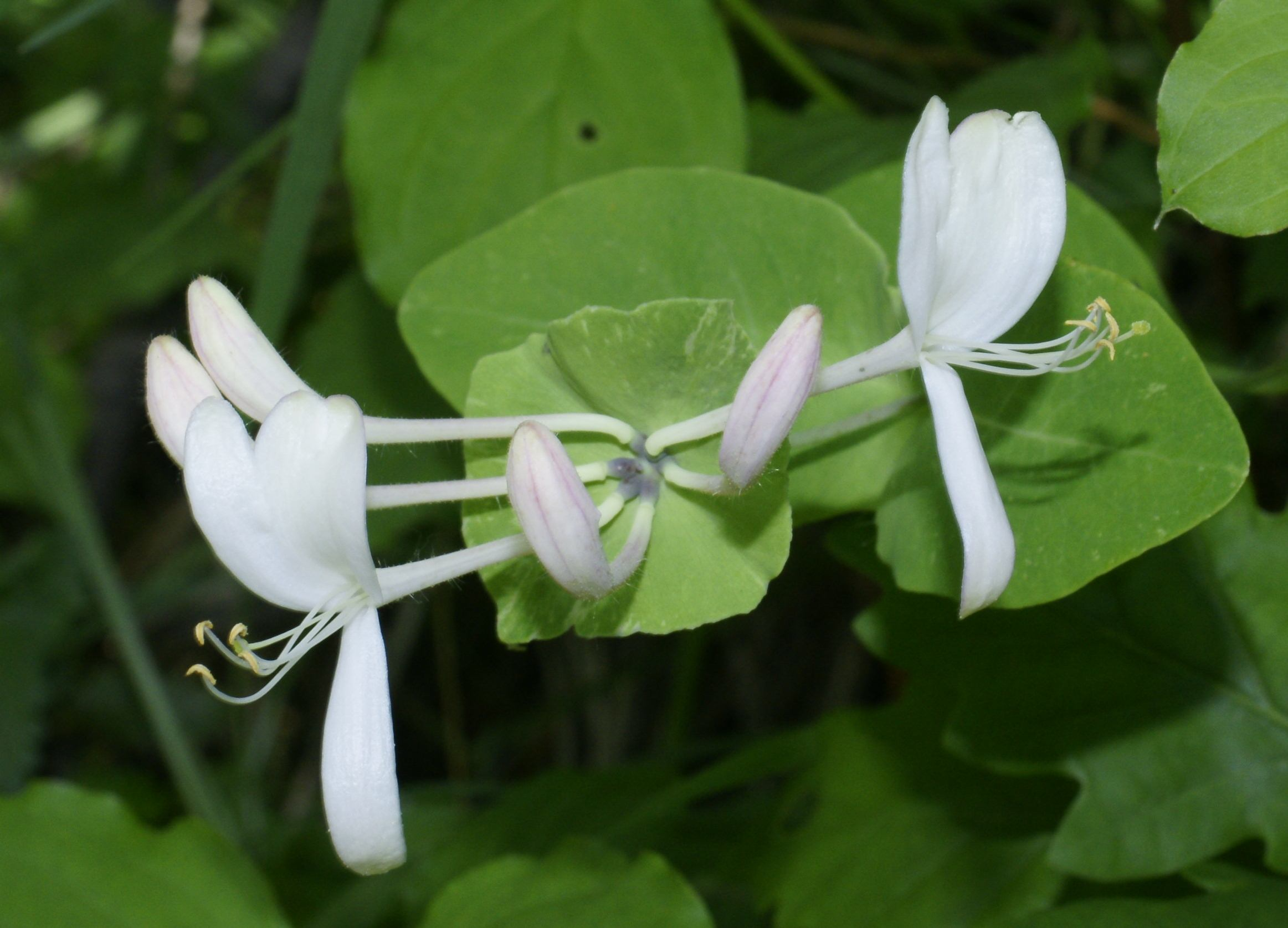
Lonicera caprifolium
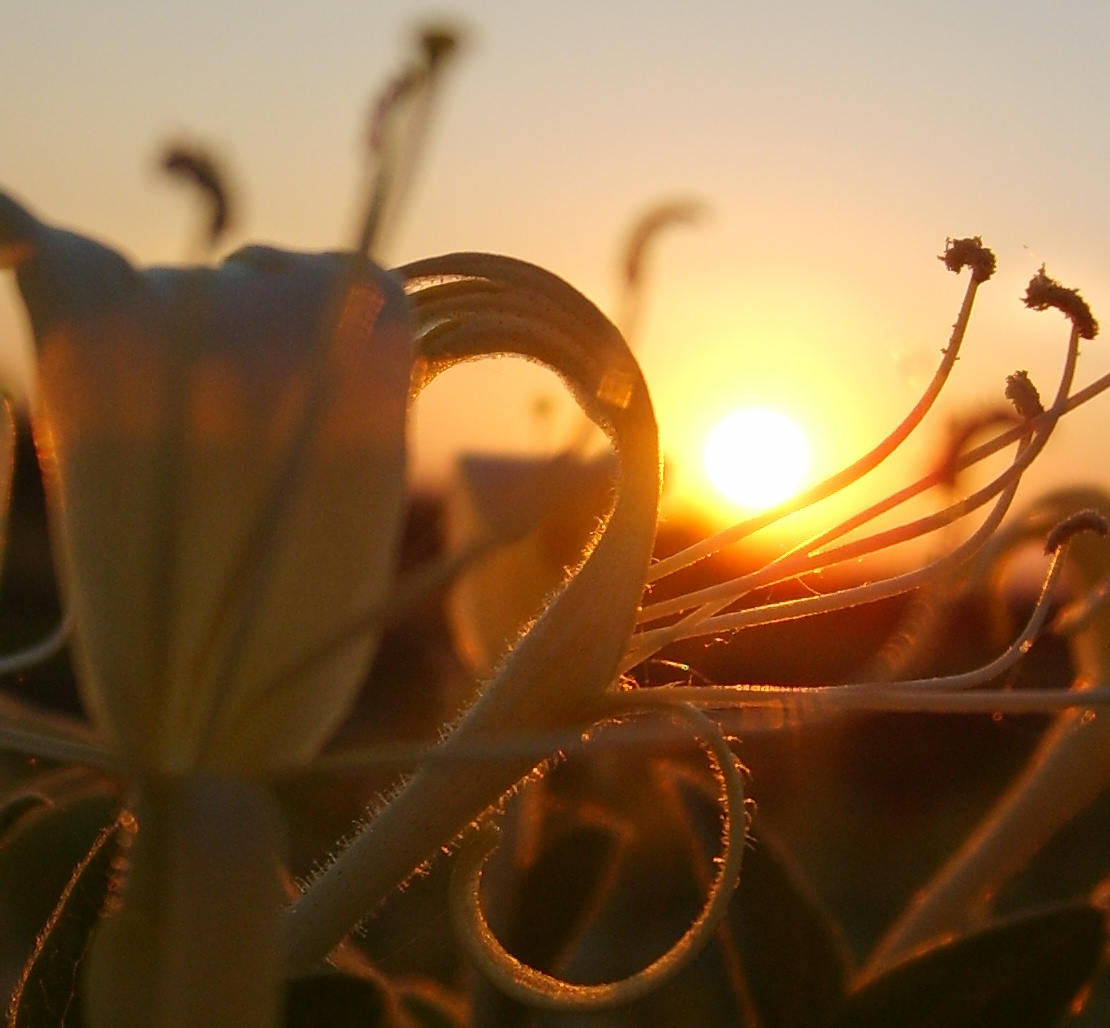
Lonicera caprifolium, Chèvrefeuille
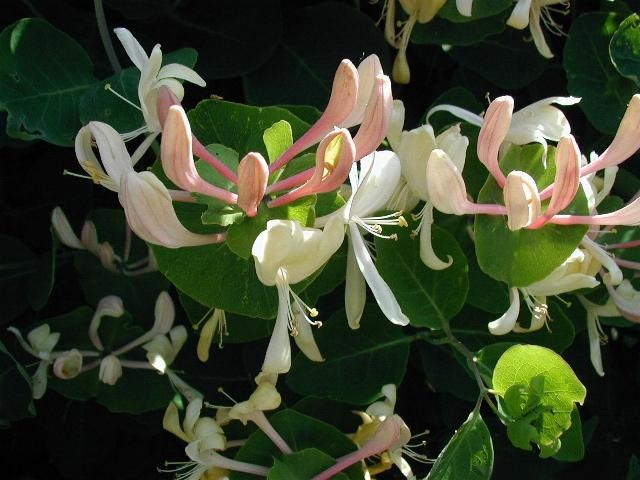
Lonicera caprifolium
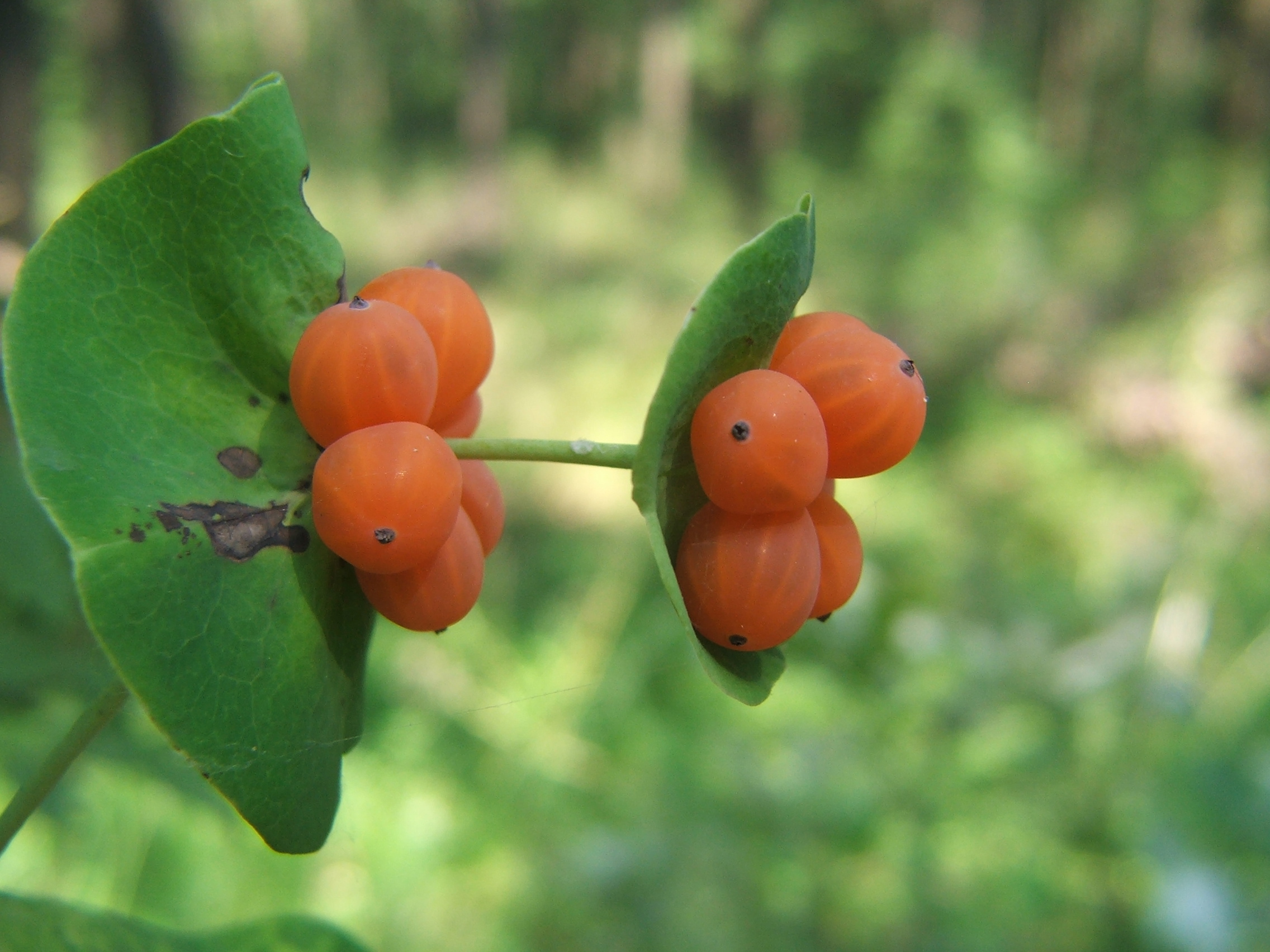
Lonicera caprifolium

- Gruppo 5B :  l'infiorescenza è inserita quasi sempre tramite un peduncolo sopra l'ultimo paio di foglie (brattee); i fiori sono inseriti all'ascella di una bratteola subrotonda;

Lonicera etrusca Santi – Caprifoglio etrusco: è una pianta a portamento lianoso; l'ultimo paio di foglie sono concresciute alla base; gli stami sporgo di 5 – 10 mm dalla corolla di colore biancastro con labbra inferiore giallo – roseo; le bacche del frutto sono rosse. È comune su tutto il territorio.

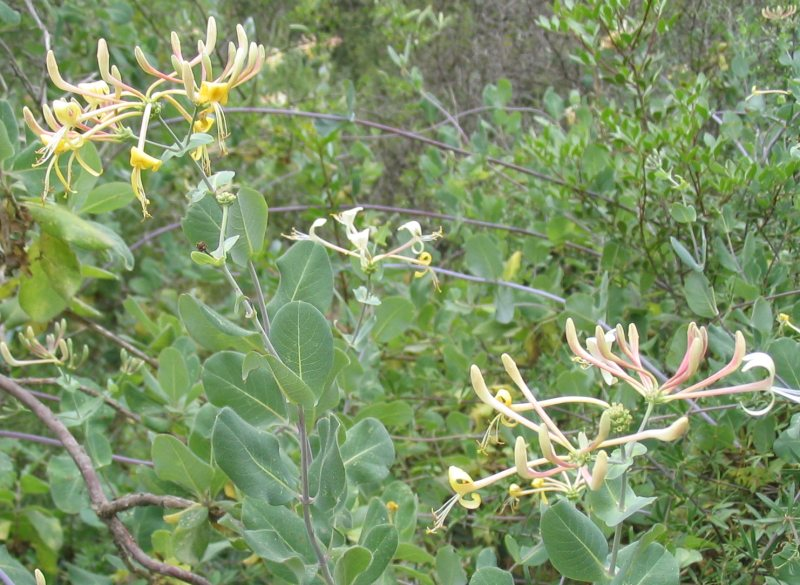
Lonicera etrusca

Lonicera stabiana Pasquale –  Caprifoglio di Stabia: il portamento di questa pianta è quello di un arbusto rampicante; la forma della corolla è più allungata e gli stami sono appena sporgenti dalla stessa; la bacca del frutto è gialla. Si trova solamente nel napoletano a medie quote. È considerata una pianta rara ma sicuramente endemica per l'Italia.
- Gruppo 4B : le foglie superiori sono ristrette alla base e ben separate le une dalla altre;

Lonicera periclymenum L. - Caprifoglio atlantico, Periclìmeno: il portamento è lianoso (può arrivare fino a 5 metri di sviluppo); la corolla è soffusa di purpureo e la bacca è di colore bruno – giallastra. Si trova al nord-est non frequentemente.

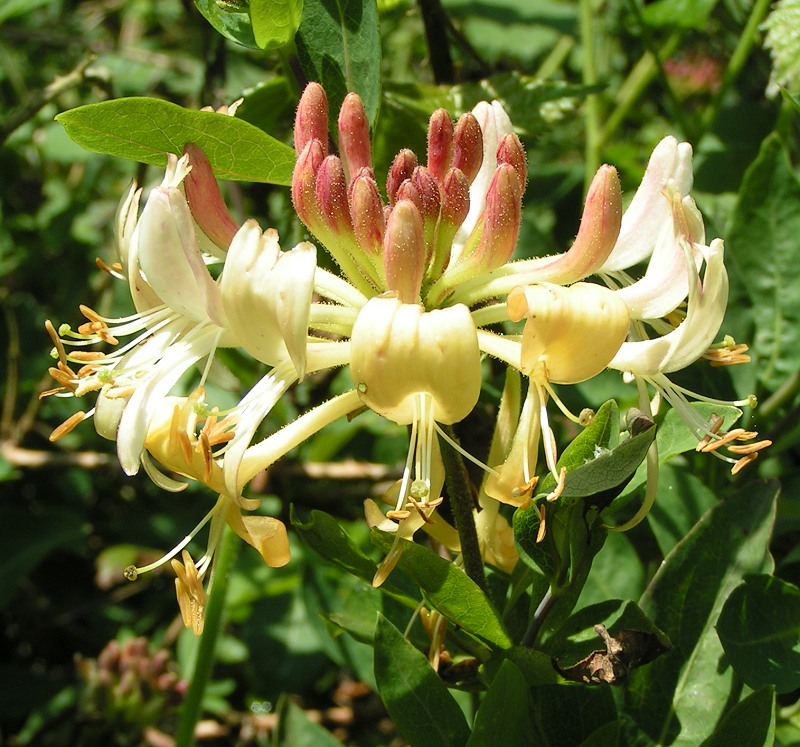
Lonicera periclymenum
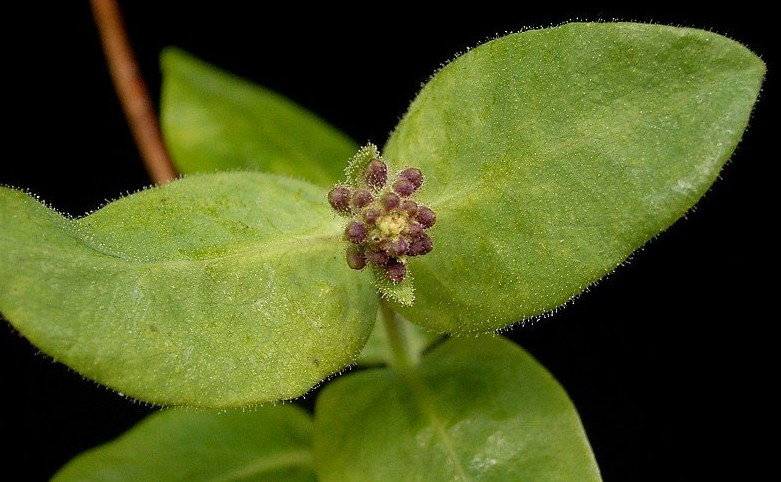
Lonicera periclymenum – Frutti

- Gruppo 3B : l'infiorescenza è composta da due fiori su un unico peduncolo; le bacche del frutto sono appaiate; le piante sono state importate per essere coltivate e in un secondo tempo si sono inselvatichite;

Lonicera japonica Thumb. - Caprifoglio giapponese: raggiunge i 5 metri con un portamento lianoso sempreverde; i fiori profumano intensamente e le bacche sono nere. Si trova al nord.
Lonicera biflora Desf. : è simile alla precedente ma le bacche sono azzurro – nerastre. Si trova al sud.

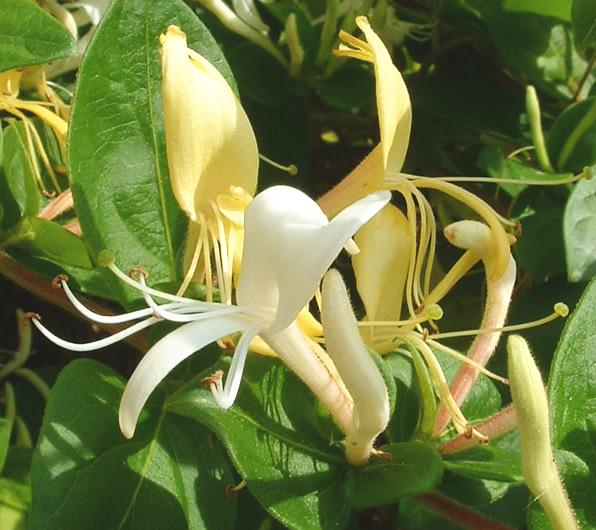
Lonicera japonica

## Usi

### Cucina
In alcune zone dell'Himalaya si consumano le bacche zuccherine della L. angustifolia, mentre in Siberia sono ricercate quelle del L. coerulea (grande arbusto a grossi frutti). Altre specie commestibili sono due piante americane: L. involucrata e L. ciliata (questa informazione viene dal Ministero dell'Agricoltura di Washington).

Inoltre alcuni fiori delle Lonicere producono un dolce nettare commestibile che può essere utilizzato come sciroppo o sorbetto o in altri dolci.

### Giardinaggio
L'impiego maggiore di queste piante si ha nel giardinaggio: sembra che almeno un terzo delle specie che si conoscono siano oggetto di coltivazione nei vari giardini d'Europa e degli altri paesi. 

Sono considerati arbusti rustici o semi-rustici, a seconda del clima locale, i cui pregi di profumazione, dei fiori e di portamento assicurano a essi una larga diffusione commerciale. Le specie rampicanti sono utilizzate soprattutto per ricoprire muri o pergolati o creare galleria nel giardino. Quelle arbustive si prestano ottimamente per la formazione di macchie arbustive, per formare siepi o dividere zone diverse dei giardini.

Alcune specie fioriscono subito in Primavera (L. fragrantissima); ma la maggior parte delle specie di questo genere fiorisce nella stagione più calda (estate o anche fine dell'estate). Ci sono poi specie più delicate (L. sempervirens) alle quali vanno destinate zone più calde e protette. Altre sono striscianti (L. japonica-flexuosa) e allora saranno lasciate libere di vegetare come l'edera.
- Con il legno della pianta L. tartarica vengono costruiti dei giocattoli per i gatti in quanto contiene il nepetalactone, un terpene, che è ritenuto essere un surrogato dei feromoni sessuali felini (come ad esempio le sostanze contenute nell'erba gatta).
- In alcune zone (come negli Stati Uniti o nella Nuova Zelanda) alcune specie di questo genere (L. japonica e L. maackii) sono considerate erbe infestanti invasive. Infatti il taglio della pianta o anche il fuoco non eliminano la possibilità di rigenerazione dai ceppi sotterranei che rimangono ancora attivi.